# Vinston Painter
Vinston Eric Painter (Norfolk, 10 novembre 1989) è un giocatore di football americano statunitense che gioca nel ruolo di offensive tackle per i Denver Broncos della National Football League (NFL). Fu scelto nel corso del sesto giro (173º assoluto) del Draft NFL 2013 dai Broncos. Al college ha giocato a football a Virginia Tech.

## Carriera professionistica

### Denver Broncos
Painter fu scelto nel corso del sesto giro del Draft 2013 dai Denver Broncos.

## Vittorie e premi

### Franchigia
- American Football Conference Championship: 1

Denver Broncos: 2013

## Statistiche
| Partite totali      | 3 |
| Partite da titolare | 0 |

Statistiche aggiornate alla stagione 2014